# سلام هرمان
سلام، هرمان (به انگلیسی: Hello, Herman) یک فیلم درام آمریکایی محصول سال ۲۰۱۲ به کارگردانی میشل دانر، نویسندگی جان بوفالو میلر و با بازی نورمن ریدس، گرت بکستروم، راب استز و مارتا ایگاردا است. این فیلم برای اولین بار در شانزدهمین جشنواره فیلم هالیوود در ۲۰ اکتبر ۲۰۱۲ به نمایش درآمد.

## گیشه
تا ۷ ژوئیهٔ ۲۰۱۳، فیلم «سلام هرمان» با بودجهٔ تخمینی ۱٬۵۰۰٬۰۰۰ دلار، ۸٬۴۳۷ دلار در آمریکای شمالی فروش داشته است. این فیلم در آخر هفته افتتاحیه خود ۵٬۹۸۵ دلار فروش داشت.

## مصاحبه‌ها
اخبار بست‌موویزاور